# 중화인민공화국 국가발전개혁위원회

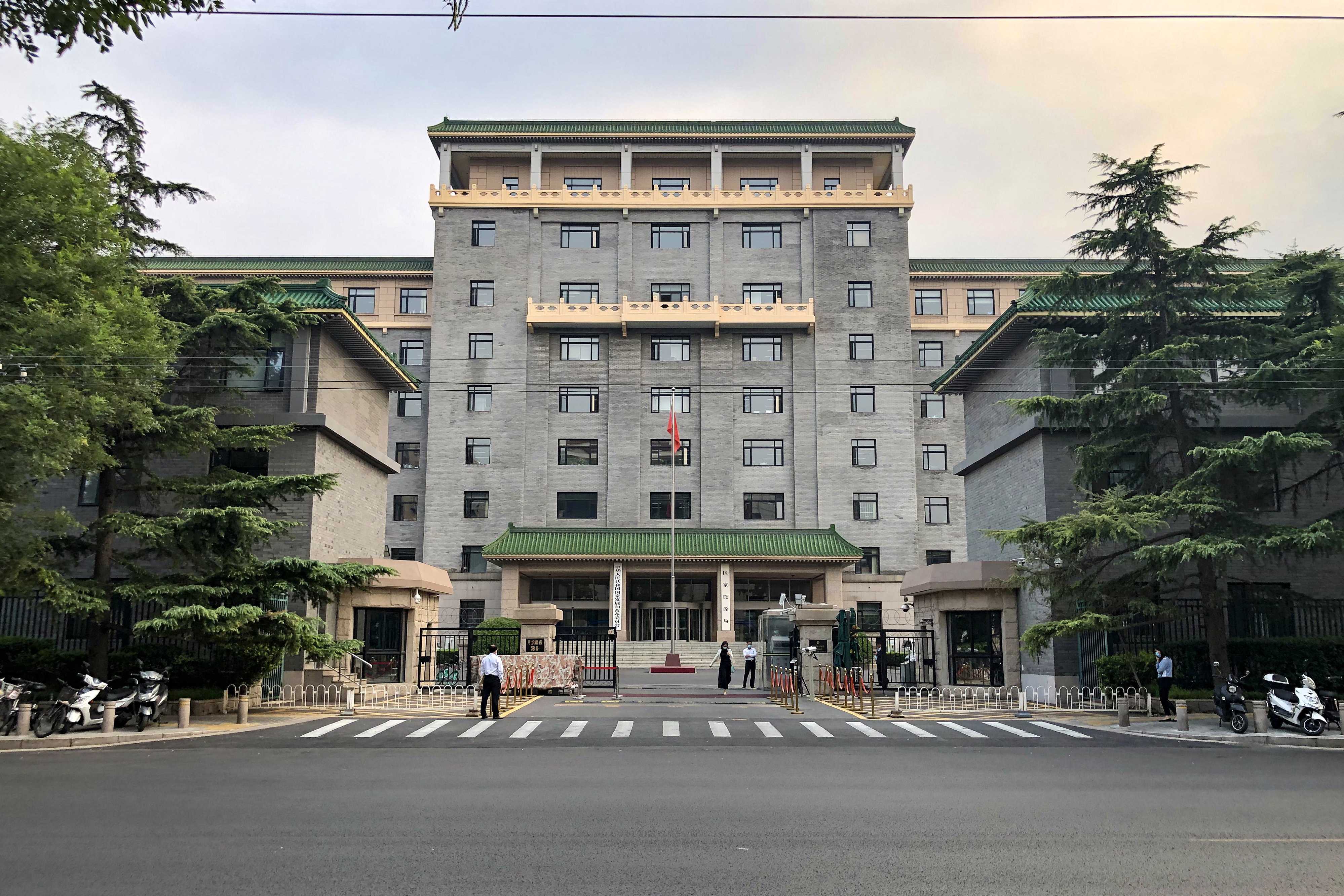

중화인민공화국 국가발전 및 개혁위원회(중국어 간체자: 国家发展和改革委员会, 정체자: 國家發展和改革委員會, 병음: Guójiā Fāzhǎn hé Gǎigé Wěiyuánhuì)는 NDRC(National Development and Reform Commission)라 부르며 중국의 대형개발사업에 대하여 종합심사 및 사업균형 조정 업무를 맡고 있다. 이 기구는 기존 중국의 개발사업에 대하여 신규 허가 뿐만 아니라 현재 진행 중인 사업에 대해서도 사후 허가를 받도록하여 향후 개발사업에서 중복이 없고 자원이 효율적으로 활용되도록 하고 있다.

## 역대 주임
1. 가오강 (高岗) : 1952년 11월 - 1954년 8월
2. 리푸춘 (李富春) : 1954년 9월 - 1975년 1월
3. 위추리 (余秋里) : 1975년 1월 - 1980년 8월
4. 야오이린 (姚依林) : 1980년 8월 - 1983년 6월
5. 쑹핑 (宋平) : 1983년 6월 - 1987년 6월
6. 야오이린 (姚依林) : 1987년 6월 - 1989년 12월
7. 저우자화 (邹家华) : 1989년 12월 - 1993년 3월
8. 천진화 (陈锦华) : 1993년 3월 - 1998년 3월
9. 쩡페이옌 (曾培炎) : 1998년 3월 - 2003년 3월
10. 마카이 (马凯) : 2003년 3월 - 2008년 3월
11. 장핑 (张平) : 2008년 3월 - 2013년 3월
12. 쉬사오스 (徐绍史) : 2013년 3월 - 2017년 2월
13. 허리펑 (何立峰) : 2017년 2월 - 현재

## 같이 보기
- 중국강제인증제도
- 소련 국가계획위원회